# Aphelenchus kongoensis
Aphelenchus kongoensis is een rondwormensoort. De wetenschappelijke naam van de soort is voor het eerst geldig gepubliceerd in 1933 door Allgén.